# Póvoa de Santa Iria e Forte da Casa
Póvoa de Santa Iria e Forte da Casa (llamada oficialmente União das Freguesias de Póvoa de Santa Iria e Forte da Casa) es una freguesia portuguesa del municipio de Vila Franca de Xira, distrito de Lisboa.

## Historia
Fue creada el 28 de enero de 2013 en aplicación de una resolución de la Asamblea de la República de Portugal promulgada el 16 de enero de 2013 con la unión de las freguesias de Forte da Casa y Póvoa de Santa Iria, pasando su sede a estar situada en la antigua freguesia de Póvoa de Santa Iria.

## Demografía
| Gráfica de evolución demográfica de Póvoa de Santa Iria e Forte da Casa entre 2011 y 2021 |
|                                                                                           |
| Datos según el nomenclátor publicado por el INE portugués.                                |